# Askasrivier (Rautasrivier)
De Askasrivier (Askasjoki) is een rivier die stroomt in de Zweedse  gemeente Kiruna. De rivier is de laatste zijrivier van de Rautasrivier voordat zij in de Torne stroomt. Ze is circa 3 kilometer lang.
Afwatering: Askasrivier → Rautasrivier → Torne → Botnische Golf